# جنمب
جنمب (انگلیسی: Genmab) شرکت داروسازی دانمارکی است، که در سال ۱۹۹۹ تأسیس شد.